# !!!

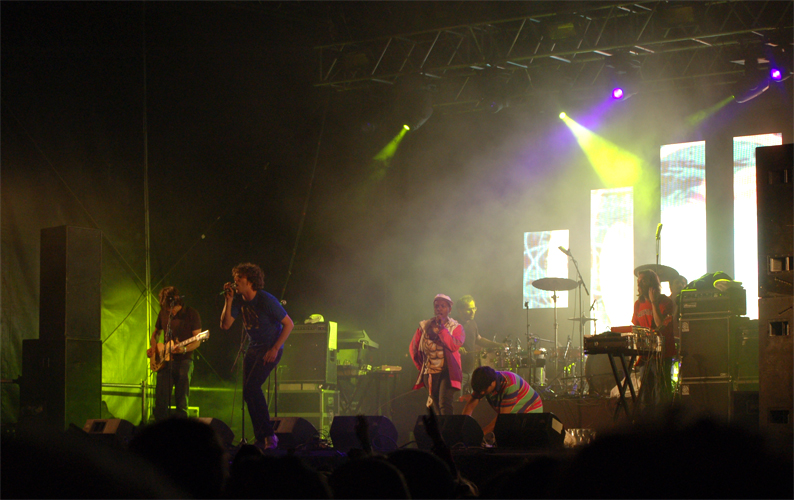
!!! beim Flow Festival in Helsinki

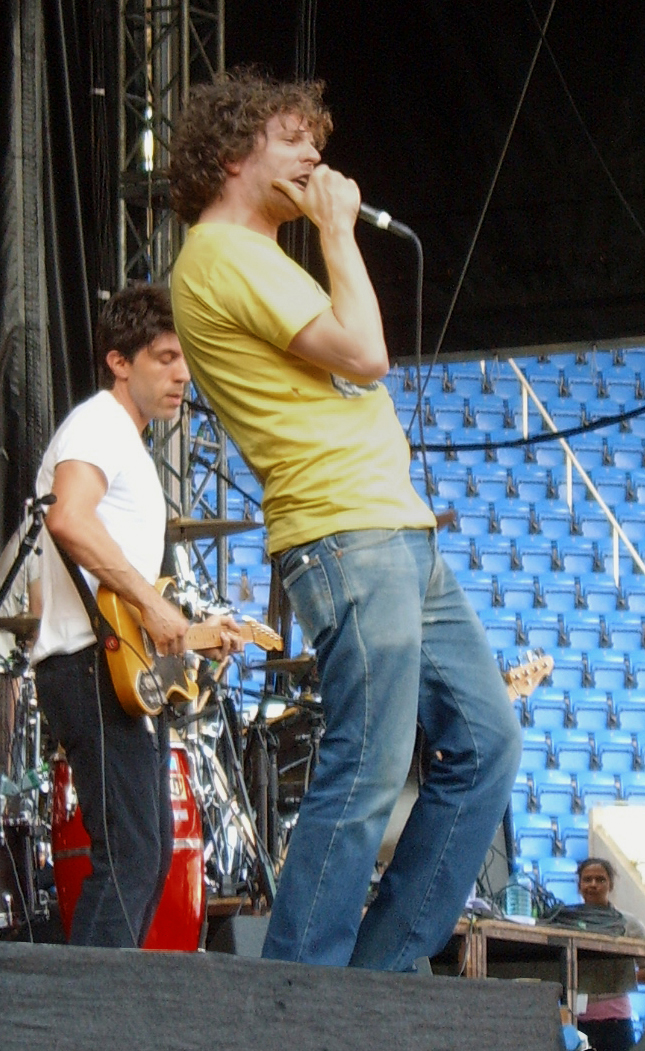
Nic Offer von !!!

!!! (Chk Chk Chk) ist eine 1996 gegründete US-amerikanische Band aus Sacramento, Kalifornien. Sie spielt eine vom Progressive Rock ausgehende Verbindung verschiedener Musikrichtungen, wie etwa Indie-Rock, Disco und Funk. Sie versteht sich als Underground-Band.

## Geschichte

Am Cover angebrachter Hinweis zur Aussprache

Der Bandname !!! kann als beliebige Reihenfolge dreier wiederholter Laute ausgesprochen werden (meist „Chk Chk Chk“). Der Name wurde inspiriert von den Untertiteln des Films Die Götter müssen verrückt sein (1980), in dem das Symbol ! für Klicklaute afrikanischer Sprachen wie die der San als Ausrufezeichen dargestellt wird.
2000 erschien ihr erstes Album, !!! 2003 wurde die Single Me and Giuliani Down by the Schoolyard veröffentlicht, die House-Beats mit Funk-Basslines, psychedelisch klingenden Gitarren und parodistischen Texten kombiniert. Der Titel wurde in die Kritiker-Jahresbestenliste der Fachzeitschrift Spex gewählt.
Der Schlagzeuger der Band, Jerry Fuchs (auch bei Turing Machine, The Juan MacLean sowie Maserati), kam am 9. November 2009 im Alter von 34 Jahren beim Sturz in einen Aufzugschacht ums Leben.
Das 2010 veröffentlichte Album Strange Weather, Isn’t It? gilt als das „Berliner Album“ der Band, da es teilweise in der deutschen Hauptstadt aufgenommen wurde. Inzwischen besteht !!! nur noch aus fünf Mitgliedern. Die langjährigen Mitglieder Tyler Pope, John Pugh und Justin van der Volgen hatten die Band vor der Produktion des Albums verlassen. Mit dem Song AM/FM wurde im Vorfeld der Veröffentlichung ein Song aus dem Album als freier Download veröffentlicht.
Im Juli 2015 erschien das Album As If, nachdem im April bereits der auf dem Album enthaltene Song All U Writers als Single veröffentlicht wurde.

### Stereolad
Im Oktober 2015 kündigte !!! an, als Nebenprojekt eine Band namens Stereolad zu betreiben, mit der die Mitglieder von !!! der Band Stereolab ihre Achtung erweisen wollen. Stereolad spielte als Vorgruppe von !!! auf der folgenden Tour.

## Diskografie

### Alben
- 2000: !!!
- 2004: Louden Up Now, CD/LP
- 2007: Myth Takes, CD
- 2010: Strange Weather, isn’t it?, CD
- 2013: Thr!!!er, CD
- 2015: As If, CD/LP
- 2017: Shake the Shudder CD/LP
- 2019: Wallop
- 2022: Let It Be Blue

### Sonstiges
- 1997: !!!
- 1998: The Dis-Ease/The Funky Branca, 7″
- 1998: Hello? Is This Thing On?, 12″/CD
- 1999: GSL26, 12″ (mit Out Hud)
- 2003: Me And Giuliani Down By The Schoolyard (a True Story), 12″/CD
- 2004: Pardon My Freedom, 12″
- 2004: Me And Giuliani Down By The Schoolyard (a Remix), 12″